# ستراژ (ناحیه تاخوف)
ستراژ (به چکی: Stráž) یک منطقهٔ مسکونی در جمهوری چک است که در ناحیه تاخوو واقع شده‌است. ستراژ ۵۳٫۹۷ کیلومتر مربع مساحت و ۱٬۱۱۳ نفر جمعیت دارد و ۴۴۸ متر بالاتر از سطح دریا واقع شده‌است.

## خواهرخوانده
شهر استرهوفن خواهرخواندهٔ ستراژ (ناحیه تاخوف) هست.